# Вольноулановское (Вольнянский район)
Вольноулановское (укр. Вільноуланівське) — село,
Люцернянский сельский совет,
Вольнянский район,
Запорожская область,
Украина.
Код КОАТУУ — 2321582707. Население по переписи 2001 года составляло 55 человек.

## Географическое положение
Село Вольноулановское находится на левом берегу реки Вольнянка,
выше по течению на расстоянии в 2,5 км расположено село Михайловка,
на противоположном берегу — село Вольнокурьяновское.

## История
- 1918 год — дата основания как сёла Улановка и Вольное.